# Isocrinus
Isocrinus is een geslacht van uitgestorven zeelelies die leefden van het Trias tot het Tertiair.

## Beschrijving
Deze steeldragende zeelelies met een kroonhoogte van 6,25 centimeter hadden een kleine dorsale beker, lange vertakte armen en stervormige steelleden.